# Zumbrota
Zumbrota is een plaats (city) in de Amerikaanse staat Minnesota, en valt bestuurlijk gezien onder Goodhue County.

## Demografie
Bij de volkstelling in 2000 werd het aantal inwoners vastgesteld op 2789.
In 2006 is het aantal inwoners door het United States Census Bureau geschat op 3023, een stijging van 234 (8,4%).

## Geografie
Volgens het United States Census Bureau beslaat de plaats een oppervlakte van
5,1 km², geheel bestaande uit land. Zumbrota ligt op ongeveer 308 m boven zeeniveau.

## Plaatsen in de nabije omgeving
De onderstaande figuur toont nabijgelegen plaatsen in een straal van 16 km rond Zumbrota.

## Geboren in
- Charles Clarence Beck (1910-1989), striptekenaar